# Będziszewo
Będziszewo (voormalige Duitse naam: Padingkehmen, en van 1938–1945: Padingen) is een gehucht in het Poolse district  Gołdapski, woiwodschap Ermland-Mazurië. Het maakt deel uit van de gemeente Dubeninki en telt 43 inwoners.